# Don't Speak
Don't Speak è un singolo del gruppo musicale statunitense No Doubt, pubblicato il 15 aprile 1996 come terzo estratto dal terzo album in studio Tragic Kingdom.

## Descrizione
La canzone è stata scritta da Eric Stefani e da sua sorella Gwen Stefani, prodotta da Matthew Wilder, registrata da Phil Kaffel e missata da Holman e Paul Palmer. Oltre ai musicisti della band, ha collaborato Melissa Hasin, che nel brano suona il violoncello. Il testo parla della fine della relazione sentimentale tra Tony Kanal e Gwen, durata sette anni.
Il brano è stato nominato come "canzone dell'anno" e "miglior performance pop (gruppi musicali)" ai Grammy Awards 1998. Riceve una nomination anche agli MTV Europe Music Awards 1997 come "best song" (e anche "best new act" per la band).

## Video musicale
La maggior parte del video di Don't Speak, diretto da Sophie Muller, si svolge in un garage, mentre altre scene si concentrano sul volto di Gwen Stefani, lasciando il resto del gruppo in ombra. Inoltre vengono mostrati spezzoni di performance dal vivo dei No Doubt insieme ai Dog Eat Dog ed ai Goldfinger durante un concerto al Roseland Ballroom di New York tenutosi il 21 agosto 1996.
Prima che nel video la musica parta, all'inizio c'è una scena in cui Tony Kanal prende un'arancia da un albero. Il video si conclude con Kanal che rimette l'arancia al suo posto. Durante le trasmissioni del video, normalmente queste scene sono state tagliate.
Il video ha vinto il premio come "miglior video di un gruppo" agli MTV Video Music Awards 1997, dove era in nomination anche nella categoria "miglior video dell'anno".

## Tracce
CD singolo (Australia)
1. Don't Speak – 4:27
2. Don't Speak (alternative version) – 4:27
3. Hey You (acoustic version) – 3:28
4. Greener Pastures – 5:05

CD singolo (Europa), MC (Regno Unito)
1. Don't Speak – 4:27
2. Greener Pastures – 5:05

## Successo commerciale
Nonostante la sua popolarità, Don't Speak non è mai entrato nella Billboard Hot 100 (dato che all'epoca le regole della classifica imponevano l'uscita del brano su supporto fisico), ma raggiunse la vetta della Hot 100 Airplay, dove rimase per 16 settimane consecutive (record battuto due anni dopo da Iris dei Goo Goo Dolls). Successivamente il brano è arrivato alla prima posizione in Regno Unito e Irlanda, poi anche in Canada, Paesi Bassi, Svizzera, Norvegia, Svezia e Danimarca. Ha guadagnato la prima posizione nella Eurochart Hot 100 Singles, dove è rimasto per nove settimane. In Australia il singolo è rimasto in vetta alle classifiche per otto settimane.

## Classifiche

### Classifiche settimanali
| Classifica (1996/97)             | Posizione massima |
| -------------------------------- | ----------------- |
| Australia                        | 1                 |
| Austria                          | 2                 |
| Belgio (Fiandre)                 | 1                 |
| Belgio (Vallonia)                | 2                 |
| Canada                           | 1                 |
| Danimarca                        | 1                 |
| Europa                           | 1                 |
| Finlandia                        | 4                 |
| Francia                          | 4                 |
| Germania                         | 2                 |
| Irlanda                          | 1                 |
| Italia                           | 2                 |
| Norvegia                         | 1                 |
| Nuova Zelanda                    | 1                 |
| Paesi Bassi                      | 1                 |
| Regno Unito                      | 1                 |
| Spagna                           | 2                 |
| Stati Uniti (adult alternative)  | 12                |
| Stati Uniti (adult contemporary) | 6                 |
| Stati Uniti (adult pop)          | 1                 |
| Stati Uniti (alternative)        | 2                 |
| Stati Uniti (pop)                | 1                 |
| Stati Uniti (radio)              | 1                 |
| Svezia                           | 1                 |
| Svizzera                         | 1                 |

### Classifiche di fine anno
| Classifica (1996) | Posizione |
| ----------------- | --------- |
| Svezia            | 16        |
| Classifica (1997) | Posizione |
| Australia         | 8         |
| Austria           | 5         |
| Belgio (Fiandre)  | 10        |
| Belgio (Vallonia) | 7         |
| Canada            | 11        |
| Francia           | 18        |
| Germania          | 6         |
| Nuova Zelanda     | 30        |
| Paesi Bassi       | 22        |
| Regno Unito       | 7         |
| Svizzera          | 5         |
| Classifica (2024) | Posizione |
| Kazakistan        | 192       |